# Saint-Sauveur (Scorff)
Pour les articles homonymes, voir Saint-Sauveur.
Le Saint-Sauveur, dit aussi Ruisseau du Crano, est un cours d'eau du Morbihan, affluent de la rive gauche du Scorff.

## Nom
Ce cours d'eau doit son nom à une chapelle située en Plouay à proximité de laquelle il passe. Ce cours d'eau est appelé sur le cadastre napoléonien de Plouay, ruisseau de Pont en Daul, du nom d'un pont qui le franchit. Il est appelé sur le cadastre napoléonien de Cléguer, er Sther Vihanne, la petite rivière en français.

## Parcours
Le Saint-Sauveur prend sa source près de Fetan Ledan en Plouay dans le Morbihan, à 140 m d'altitude. Il rejoint le Scorff à Cléguer, dans le Morbihan, à la cote 7,5. Son cours est long de 15,68 km. Il coule dans un premier temps en direction du sud et laisse sur sa droite le bourg de Plouay puis dans un second temps il coule en direction de l'ouest avant de reprendre sa route en direction du sud. Son cours sert un temps de limite naturelle entre les communes de Plouay et Cléguer. Juste avant de se jeter dans le Scorff, son cours est barré par une digue, donnant naissance ainsi à un étang de 5 hectares : l'étang de Tronchâteau.

## Les principaux affluents
Le SANDRE recense 8 affluents du Saint-Sauveur d'une longueur égale ou supérieure à 1 km dont un seul dépasse les 5 km.
D'amont en aval, le Saint-Sauveur est grossi par les eaux des cours d'eau suivant :
- ruisseau du Crano (rive gauche) : 6,05 km
- ruisseau de Pont Nivino (rive droite) : 4,76 km

## Faune
La truite fario abonde dans les eaux du Saint-Sauveur. Par contre le saumon atlantique ne peut pas remonter le cours d'eau à cause de la digue de l'étang de Tronchâteau qui en obstrue l'accès bien que les propriétaires de l'étang aient été sommés par la justice de permettre la libre circulation des poissons migrateurs .